# Destiny's Child

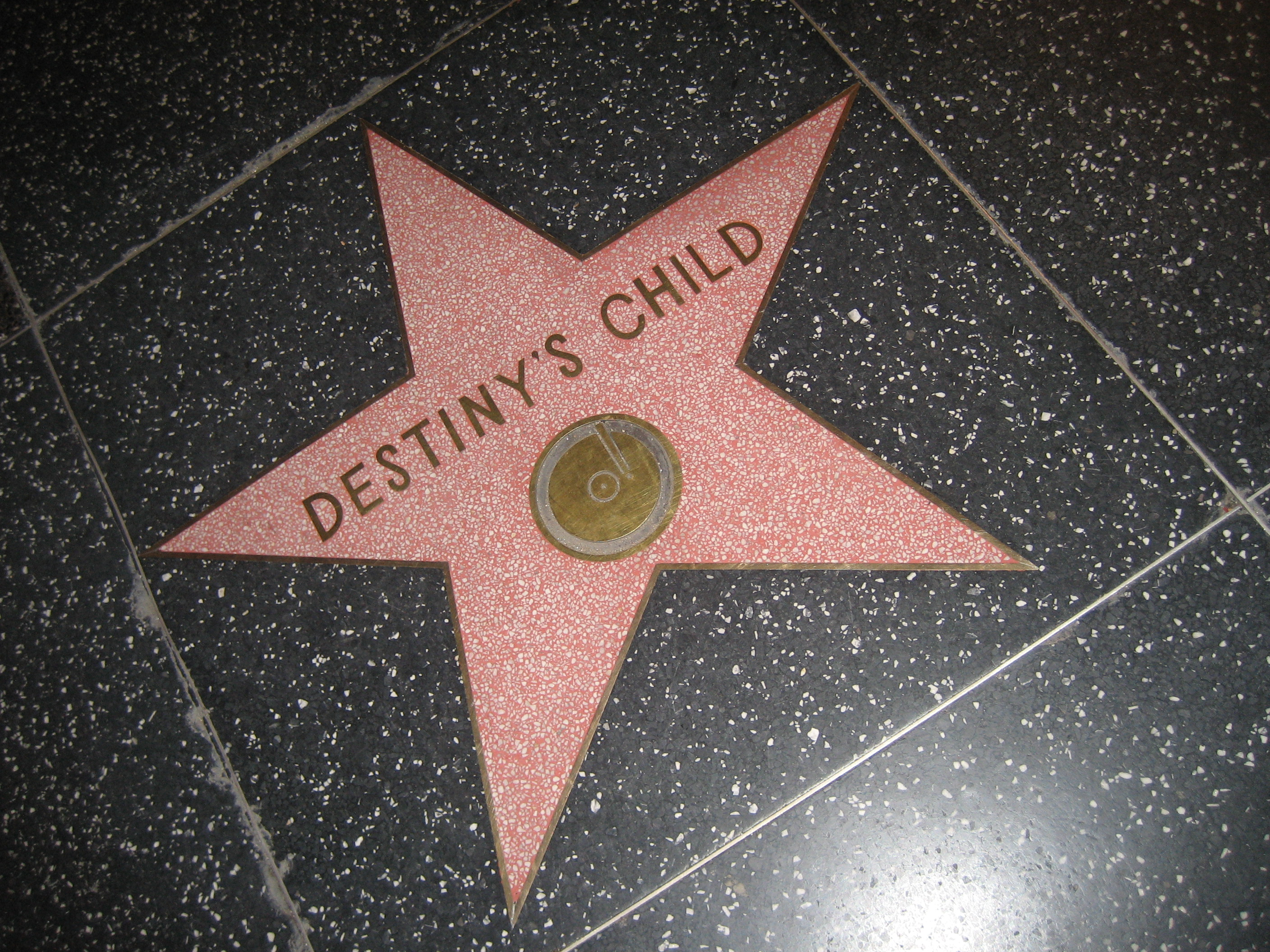
Destiny's Child-stjärna på Walk of Fame.

Destiny's Child var en amerikansk R&B-grupp bestående av Beyoncé Knowles, Kelly Rowland och Michelle Williams. Även Letoya Luckett, LaTavia Roberson och Farrah Franklin har varit medlemmar i gruppen under olika perioder. Destiny's Child rangerades av Billboard Magazine som en av världens mest framgångsrika R&B-grupper genom tiderna.

## Karriär
Första versionen av gruppen bildades redan 1990, då Beyoncé Knowles och LaTavia Roberson möttes under en talangtävling och blev vänner. Ett av flera tidiga namn på gruppen var Girl's Tyme. Namnet Destiny's Child kom till 1997, och samma år fick gruppen, som under tiden utökats med fler medlemmar, ett skivkontrakt. De har toppat listorna sedan 1998 med hits som "No No No", "Say My Name", "Independent Women Part 1", "Survivor", "Bootylicious" och "Lose My Breath". 
Den 12 juni 2005 meddelade gruppen att de valt att gå skilda vägar efter sin turné (det vill säga 2006). De ville satsa på solokarriärer inom musik, film och TV.
Under 2012 samlades gruppen på nytt för att spela in extramaterial till samlingsalbumet Love Songs. Albumet släpptes januari 2013.

## Medlemmar
- LeToya Luckett - (1990–1999)
- Beyoncé Knowles - (1990–2006)
- Michelle Williams - (1999–2006)
- Farrah Franklin - (2000)
- Kelly Rowland - (1990–2006)
- LaTavia Roberson - (1990–1999)

## Diskografi
- Destiny's Child (1998)
- The Writing's on the Wall (1999) med låten Temptation
- Survivor (2001)
- Destiny Fulfilled (2004)